# Anchiale spinicollis
Anchiale spinicollis is een insect uit de orde Phasmatodea en de  familie Phasmatidae. De wetenschappelijke naam van deze soort is voor het eerst geldig gepubliceerd in 1833 door Gray.
1. ↑  (en) Anchiale spinicollis op de IUCN Red List of Threatened Species.